# Stratiomys fulvescens
Stratiomys fulvescens är en tvåvingeart som först beskrevs av Enrico Adelelmo Brunetti 1920.  Stratiomys fulvescens ingår i släktet Stratiomys och familjen vapenflugor.
Artens utbredningsområde är Pakistan. Inga underarter finns listade i Catalogue of Life.